# David Levin
David Levin (* 10. Juni 1948 in Newark, New Jersey; † 13. Mai 2017 in Boulder, Colorado) war ein amerikanischer Ballonsportler. Er ist der einzige „drei Kronen“-Pilot (englisch triple crown), der sowohl Weltmeister im Heißluft- als auch im Gasballon wurde und das berühmte Gordon-Bennett-Rennen gewann.

## Sportliche Karriere
Als Jurastudent vor dem Examen machte Levin 1975 seine erste Ballonfahrt als Gast. Im folgenden Jahr wurde er Mitbesitzer der Balloon Ranch in Colorado und nahm seitdem an ungezählten Wettbewerben und vielen Weltmeisterschaften teil. Dabei ist er sowohl im Heißluftballon als auch im Gasballon gefahren. An weiteren Wettbewerben nahm er seit 2002 als Steward teil oder richtete diese als (Deputy) Event Director aus.
1992 gewann Levin in Obertraun (Österreich) mit Jim Schiller die FAI World Gas Balloon Championship (Gasballonweltmeisterschaft der FAI). 1996 und 2004 kam er in Bitterfeld mit Mark Sullivan auf den zweiten und dritten Platz, 1988 in Augsburg mit Jacques Soukoup auf das Bronze Podest. 
Während bei den Weltmeisterschaften eine Reihe von Aufgaben zu fahren sind, geht es beim Gordon-Bennett-Rennen darum, die größtmögliche Distanz zurückzulegen. Je nach Wetterlage sind die Teilnehmer meist mehrere Tage in der Luft und legen häufig große Distanzen zurück. Am 19. September 1992 starteten Levin und James Herschend in Stuttgart, nach 45:36 Stunden hatten sie bis zum Landeplatz bei Przemyśl (Polen) 964,19 Kilometer zurückgelegt. Es war der erste US-Sieg nach 60 Jahren in der 36. Auflage dieses Ballonwettbewerbs und blieb bis zum 48. Rennen 2004 der einzige Nachkriegserfolg der Amerikaner.
1987, 1988 und 1993 gewann er die US-Meisterschaften im Gasballonfahren und 1996 und 2000 das America’s Challenge Gas Balloon Race. Im Jahr 2000 fuhr er dabei mit seinem Bruder 1998 Meilen von Albuquerque in New Mexico bis zu Küste in Maine.
Levin wurde 2017 mit Steve Fossett in die „U.S. Ballooning Hall of Fame“ aufgenommen. Diese Hall of Fame befindet sich im National Balloon Museum in Indianola, Iowa und würdigt  Personen, die bedeutende Beiträge zu Ballonsport und Entwicklung der Ballonfahrt beigetragen haben.

### Erfolge (Auswahl)
- 1985 Gold WM Battle Creek – Heißluftballon
- 1985 4. Platz GBR Genf – Gasballon
- 1986 Bronze GBR Salzburg – Gasballon
- 1988 Bronze WM Augsburg – Gasballon
- 1988 Bronze GBR Bregenz – Gasballon
- 1992 Gold WM Obertraun – Gasballon
- 1992 Gold GBR Stuttgart – Gasballon
- 1995 Gold WM Battle Creek – Heißluftballon
- 1995 4. Platz GBR Wil – Gasballon
- 1996 Silber WM Bitterfeld – Gasballon
- 1997 Silber GBR Warstein – Gasballon
- 2001 4. Platz GBR Warstein – Gasballon
- 2004 Bronze WM Bitterfeld – Gasballon
- 2004 Bronze GBR Thionville – Gasballon

## Leben
Levin machte 1971 seinen Bachelor in Betriebswirtschaftslehre an der Boston University. Dort wurde er 1975 in Jura promoviert und ergänzte dies im folgenden Jahr durch den Master of Laws in Steuerrecht. Er wurde dann Privatinvestor. Levin war verheiratet und Vater von Zwillingen, einem Jungen und einem Mädchen.

## Einzelnachweis
1. ↑  William Grimes: David Levin, the Only Triple Crown Balloonist, Dies at 68. (The New York Times, 18. Mai 2017, engl.)

| Personendaten    | Personendaten                                 |
| ---------------- | --------------------------------------------- |
| NAME             | Levin, David                                  |
| KURZBESCHREIBUNG | amerikanischer Ballonsportler und Weltmeister |
| GEBURTSDATUM     | 10. Juni 1948                                 |
| GEBURTSORT       | Newark, New Jersey, Vereinigte Staaten        |
| STERBEDATUM      | 13. Mai 2017                                  |
| STERBEORT        | Boulder, Colorado, Vereinigte Staaten         |